# Пепелаш
Пепела̀ш или Пепелѐш (на гръцки: Μυρσινερό, Мирсинеро, катаревуса Μυρσινερόν, Мирсинерон, до 1927 година, Πεπελές, Пепелес) е обезлюдено село в Република Гърция, разположено на територията на дем Драма, област Източна Македония и Тракия.

## География
Пепелаш се намира на 650 m надморска височина в северните склонове на планината Боздаг и попада в историко-географската област Чеч. Съседните му села са Перух и Зърновица.

## История

### Етимология
Според Йордан Н. Иванов името на селото произлиза от пепел и наставка -аш, -еш, по цвета на почвата или по прякор. Сравнимо е местното име Пепеля̀ш в Годечко.

### В Османската империя
Съгласно статистиката на Васил Кънчов („Македония. Етнография и статистика“) към 1900 година в Пепелаш живеят 520 българи мохамедани в 50 къщи.

### В Гърция
През Балканската война в 1912 година в селото влизат български части. След Междусъюзническата война в 1913 година Пепелаш попада в Гърция. Според гръцката статистика, през 1913 година в Пепелаш и Елес махале (Πεπελές και Ελές Μαχαλέ) живеят 746 души.
През 1920 година в селото са регистрирани 542 жители.
През 1923 година жителите на Пепелаш като мюсюлмани по силата на Лозанския договор са изселени в Турция и настанени в селата Тайфуркьой (вилает Чанаккале, община Галиполи), Тьойбелен и Коджапънар (вилает Балъкесир), както и в село Йени Сьольос (вилает Бурса, окръг Орхангази) - Турция. В 1927 година името на селото е сменено от Пепелес (Πεπελές) на Мирсинерон (Μυρσινερόν). На тяхно място са заселени гърци бежанци от Турция, които през 1928 година са 24 семейства с 84 души. През 1940 година в селото живеят 99 души. Селото е отново обезлюдено по време на Гражданската война в Гърция (1946 - 1949).
| Година    | 1913 | 1920 | 1928 | 1940 | 1951 | 1961 | 1971 | 1981 | 1991 | 2001 | 2011 | 2021 |
| --------- | ---- | ---- | ---- | ---- | ---- | ---- | ---- | ---- | ---- | ---- | ---- | ---- |
| Население | 746  | 542  | 79   | 99   |      |      |      |      |      |      |      |      |